# Marie-Pierre Langlamet
Marie-Pierre Langlamet est une harpiste française née le 13 septembre 1967 à Grenoble.

## Biographie
Marie-Pierre Langlamet naît le 13 septembre 1967 à Grenoble.
Elle commence ses études musicales au Conservatoire de Nice avec Élisabeth Fontan avant de se perfectionner auprès de Jacqueline Borot et Lily Laskine. Elle étudie ensuite au Curtis Institute de Philadelphie.
Marie-Pierre Langlamet s'illustre lors de plusieurs concours internationaux de harpe. En 1983, elle remporte le 2e prix du Concours international de l'île de Man puis le 1er prix du Concours Louise Charpentier à Paris l'année suivante. Elle est lauréate d'un 2e prix au Concours international d'exécution musicale de Genève en 1986, remporte en 1989 le Concours de la Guilde des artistes de concert (en) à New York, puis obtient un 1er prix au Concours international de harpe en Israël en 1992.
Comme musicienne d'orchestre, elle est d'abord harpe solo de l'Orchestre philharmonique de Nice avant d'occuper le même poste à l'Orchestre du Metropolitan Opera de New York entre 1988 et 1993. Depuis 1993, elle est harpe solo de l'Orchestre philharmonique de Berlin.
En parallèle, Marie-Pierre Langlamet mène une carrière de soliste et de chambriste. Elle est notamment une partenaire régulière du flûtiste Emmanuel Pahud ou de l'altiste Tabea Zimmermann.
Comme interprète, elle est la créatrice de quelques partitions, dont Paysages d'ombres pour flûte, alto et harpe de Karol Beffa, en 2008, et comme pédagogue donne régulièrement des classes de maître à la Juilliard School of Music de New York.
Lauréate en 2003 du prix Cino Del Duca décerné par l'Académie des beaux-arts, Marie-Pierre Langlamet est chevalier de l'Ordre des Arts et des Lettres.